# Cees Tromp

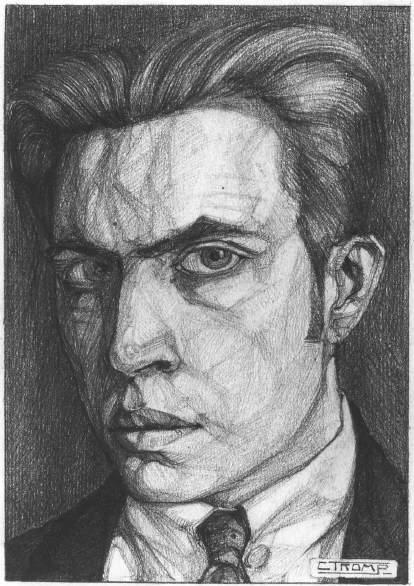
Cees Tromp, 1923

Cornelis (Cees) Tromp (Heerhugowaard, 1 november 1899 – Den Haag, 5 september 1929) was een Nederlands kunstschilder.

## Leven en werk

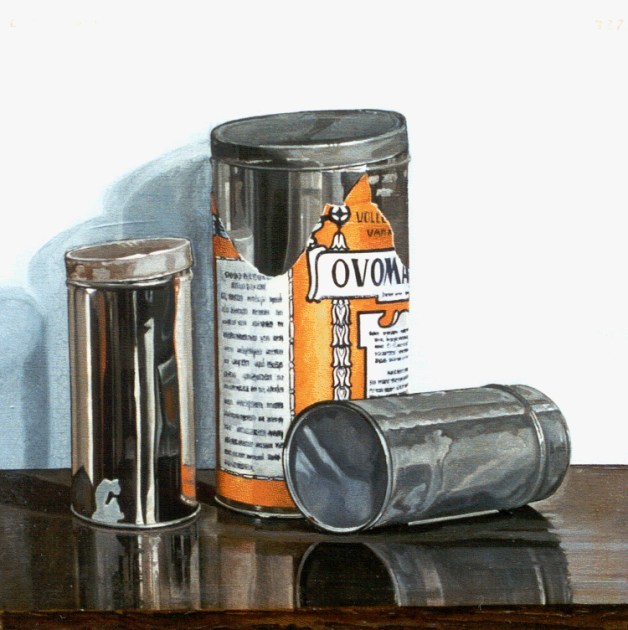
Stilleven met Ovomaltinebus, 1927

Over het leven van Tromp is vanuit openbare bronnen slechts weinig bekend. 
Van huis uit was hij decoratieschilder. In de loop van de jaren twintig ontwikkelde hij zich tot kunstschilder, met name van stillevens, portretten en stadsgezichten. Vooral zijn stillevens trekken nog steeds de aandacht. Ze kunnen gerekend worden tot het realisme, met duidelijke invloeden vanuit de nieuwe zakelijkheid, welke stroming in de jaren twintig van de twintigste eeuw sterk opgang maakte. Tromp was bevriend met de graficus Arend Hendriks.
Tromp maakte ook gravures en litho's. Zijn werk duikt regelmatig op bij openbare veilingen en kwam onder andere onder de hamer bij Christie's. Hij overleed op vroege leeftijd, in 1930, nog geen dertig jaar oud.  